# Lemula japonica
Lemula japonica là một loài bọ cánh cứng trong họ Cerambycidae.